# Portula
Portula est une commune italienne de la province de Biella dans la région Piémont en Italie.

## Culture
- Sanctuaire de la Novareia

## Administration
| Période                                  | Période | Identité       | Étiquette                    | Qualité |
| ---------------------------------------- | ------- | -------------- | ---------------------------- | ------- |
| 2004                                     | 2009    | Vanni Schirato | lista civica Portula riparte |         |
| 2009                                     |         | Vanni Schirato | lista civica Portula riparte |         |
| Les données manquantes sont à compléter. |         |                |                              |         |

### Hameaux
Allera, Boera, Camusso, Castagnea, Chiesa, Chignolo, Chiosasco, Fagnola, Galfione, Gila, Granero, Gruppaiolo, Masseranga, Regione la Piana, Roppolo, Rossato, Scaglia, Scoldo, Solivo

### Communes limitrophes
Caprile, Coggiola, Pray (Italie), Trivero